# Chiriquacris quadrimaculata
Chiriquacris quadrimaculata är en insektsart som beskrevs av David M. Rowell och Bentos-pereira 2005. Chiriquacris quadrimaculata ingår i släktet Chiriquacris och familjen gräshoppor. Inga underarter finns listade i Catalogue of Life.